# Stazione di Imera
La stazione di Imera è stata una stazione ferroviaria posta sulla linea Palermo-Catania, sita nel territorio comunale di Caltanissetta, servita dalla strada provinciale 202; prendeva il nome dall'omonimo fiume e dall'omonimo bacino minerario.  È stata declassata a posto di movimento ed è impresenziata.

## Storia

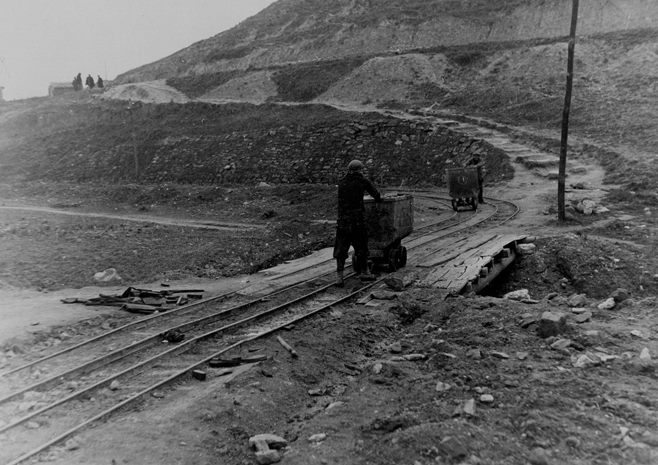
La linea Decauville che collegava la stazione alla Solfara Trabonella

La stazione, situata sulla linea ferroviaria tra Caltanissetta Xirbi ed Enna, venne inaugurata il 1 marzo 1876 con l'apertura della tratta Villarosa - Santa Caterina-Xirbi..
La stazione fu importante nel passato in quanto al servizio dell'industria zolfifera per il trasporto dello zolfo dalle vicine miniere della Solfara Trabonella, alla quale era collegata da una linea a scartamento ridotto Decauville lunga 3 km, realizzata nel 1898. Alla stazione venivano caricati i carri ferroviari per il trasporto del minerale inoltrati poi con pesanti treni merci diretti a Catania.   
La stazione dopo aver perso del tutto importanza è stata riclassificata posto di movimento e non vi fermano treni se non per motivi di servizio. La stazione è impresenziata ed esercitata in telecomando DCO. Il fabbricato si presenta in stato di abbandono e tutti i binari rimossi, eccetto l'unico binario di transito.
Con la realizzazione della seconda fase del progetto della ferrovia ad alta capacità Palermo-Catania è prevista la sua totale dismissione.